# Росић језеро
Росић језеро је вештачко језеро које је смештено у насељу Росић, недалеко од Косјерића. Име је добило по честој појави росе током јесени и зиме.

## Географски положај
Језеро се налази у насељу Росић, у подножју Дивчибара. Удаљено је 6.5 километара од Дивчибара и налази се на 600 метара надморске висине. Својим географским положајем језеро Росић налази се на подручју општине Косјерић. Језеро је смештено у великом пространству росићких ливада. Дубина је од 20 cm до 5 метара. Дужина је 150 метара, ширина 45 метара.

## Историја
Ово вештачко језеро настало је 2009. године, преграђивањем мањег потока са чистом водом, у чијем скромном сливу нема евентуалних загађивача. У сврху подизања првобитног нивоа воде узводно од бране изграђена је брана. Околина језера је чиста, нема фарми и каменолома.

## Екосистем
Мир и тишина одаликују читав крај, тако да се човек може одморити. Росић језеро је станиште клена, кркуше. Околина језера окружена је шумом белог и црног бора, а од четинара се јављају јела, клека, смрча и планински бор. Од лековитих биљака расту: бели слез, боквица, бршљан, зова, ђурђевак, кантарион, каћун и многе друге.

## Туризам
Росић језеро нуди потенцијалне могућности за остварење великог броја посетилаца, како би на овом месту задовољили основне туристичке потребе. Туристичка сезона траје од јуна до септембра. Језеро је погодно за купање и риболов. Сваке године на Богојављање /19. јануар плива се за часни крст. На обали је изграђен простор за роштиљање, тако да и на тај начин посетиоци могу да се забаве и уживају, Околина језера поседује велики број приватних викендица и сеоских домаћинстава.